# Niccolò Machiavelli
Niccolò di Bernado dei Machiavelli, italijanski (florentinski) renesančni humanist, diplomat, politik in filozof, * 3. maj 1469, Firence, Italija, † 22. junij 1527, Firence.
Renesančni politični teoretik, ki se je več kot desetletje sam ukvarjal z diplomatskim in državniškim delom v Firencah, velja v sodobni politični filozofiji in političnih znanostih za utemeljitelja realističnega pristopa k teoriji politike. Ukvarjal se je tudi s pisanjem zgodovinskih kronik, vojaške doktrine in dramskih del, med katerimi izstopa komedija »Mandragola« (1518). Med zgodovinskimi in političnimi spisi je najpomembnejše politično filozofsko delo »Vladar« (Il principe, 1513), v katerem zavrže politični idealizem predhodnikov. Na podlagi zgodovinskega izročila in osebnih izkušenj diplomata v tem delu razpravlja v obliki nasvetov vladarju o nujnosti uporabi prisile in nemoralnega ravnanja, da vladar zavaruje svojo oblast in vzpostavi spoštovanje zakonov, kar oboje vodi v končni smoter blaginje države. V mnogo obširnejšem, a enakovredno vplivnem delu Razprave o prvih desetih knjigh Tita Livija, simpatizira z republikansko politično ureditvijo in demokratičnimi ideali Starega Rima.

## Življenje in kariera
Od 13. stoletja dalje je bila družina Machiavelli premožna in ugledna. Kljub temu pa je bil Niccolov oče Bernardo Machiavelli, doktor prava, eden izmed najbolj revnih članov rodbine Machiavelli. Kljub temu je imel Bernardo v lasti manjšo knjižnico, kjer je po vsej verjetnosti mladi Niccolo pridobil osnovno humanistično znanje. O njegovi izobrazbi in mladosti v Firencah, ki so bile po tistem času center filozofije in umetnosti, ni veliko znanega. Obiskoval je predavanja Marcella Virgilija Adianinija. Učil se je latinščine. Pridobil je tudi izobrazbo v duhu humanizma, ki je bila značilna za tisti čas. Prav tako ga je oče izobrazil v sedmih svobodnih umetnostih, vendar kljub temu, da so Firenze takrat slovele kot pomembno središče proučevanja antičnih grških klasikov, ni nikoli znal grško, pa čeprav naj mu osnove grščine ne bi bile tuje. 
Leta 1494, ko so v Italijo vdrli Francozi, so bili iz mesta izgnani Medičejci, ki so mestu vladali več kot 60 let, nakar je bila obnovljena republikanska ureditev. Istega leta je Firencam začel vladati dominikanski menih Girolamo Savonarola. Ta si je pridobil podporo someščanov s tem, ko je kritiziral vlado, duhovščino in tudi papeža. Kasneje so ga leta 1498 obtožili krivoverstva in ga  obesili ter njegovo truplo zažgali. Machiavelli je bil navdušen nad njegovo retoriko in je o tem pisal v pismu prijatelju leta 1498. Savonarola je kasneje tudi služil kot primer v njegovem najbolj znanem delu Il Principe, Vladar. Nekaj časa po tem je kot 29 letni mladenič Machiavelli prevzel službo sekretarja Druge kancelarije florentinske vlade in s tem prevzel nadzor nad zunanjimi zadevami Firenc. Takrat je Druga kanclerija florentinske vlade sicer po pomembnosti zaostajala za prvo, a so kljub temu Machiavelliju zaupali številne diplomatske naloge, ki so zahtevale daljšo odsotnost. Zakaj je tako mlad mož dobil tako visoko mesto v upravi še danes ni povsem znano. Na tem mestu je ostal do leta 1512, ko so se v mesto vrnili  Medičejci s podporo papeža Julija II. in španskih najemnikov. 
Od leta 1499 do leta 1512 je Machiavelli v službi florentinske republike opravil številne diplomatske misije na francoski in španski dvor ter papeški Rim. Da ni mogel nastopiti s pooblastili ambasadorja, temveč zgolj v vlogi tajnika, je razlog v njegovem prenizkem premoženjskem cenzusu. Italija je bila razdeljena takrat na številne manjše mestne države, obdana pa z mnogo močnejšimi sosedami, od katerih so največjo nevarnost predstavljali Francozi in Španci. Firence se v primeru napada ne bi mogle ubraniti pred takratnimi velesilami. Z diplomatskih potovanj sta poročili Oris razmer v Franciji in Oris razmer v Nemčiji. Prav tako je v času vodenja sekretariata v verzih spisal Decennale, kronike dogodkov, pomembnih za mesto. Poseben vtis je nanj napravil Cesare Borgia (1475-1507), ambiciozni pustolovec, ki si je z vojskovanjem utiral pot svoji oblasti v osrednji Italiji. 
V tem času pa si je pridobil zaupanje glavnega sodnika v Firencah Piera Soderinija. Prepričal ga je, da se morajo Firence odreči najemniški vojski, saj je ta dvorezen meč, ki mestu prej škoduje kot pa mu koristi, saj neplačani najemniki ne odgovarjajo nikomur. In tako so leta 1505 Firence dobile lastno vojsko, ki jo je vodil Machiavelli. Med letoma 1503-06 se je lotil vzpostavljanje florentinske vojske, ki so jo sestavljali njeni državljani. Končni uspeh tega projekta je bilo zavzetje uporniškega sosednjega mesta Pisa leta 1509, kar predstavlja tudi najvišji vzpon v njegovi politični karieri.
Leta 1512 so se Medičejci ob pomoči papeža Julija II. in španskih najemnikov vrnili v mesto in odpravili republiko. S tem se je njegova služba za republiko zaključila, nove pod Medičejci pa ni dobil. Leto kasneje po odpustitvi je bil  obdolžen zarote, zaprt in podvržen hudi torturi. S končano politično kariero se je star 44 let umaknil na skromno družinsko posest v bližini Firenc, kjer je daleč od politične in reformacijske vihre v naslednjih letih ustvaril svoja najpomembnejša dela. Z delom Vladar se je s posvetilom Lorenzu II. Medičejskemu poskušal politično rehablitirati, a vendar neuspešno. Novembra leta 1520 je postal glavni mestni zgodovinar v Firencah na pobudo kardinala. V tem času je na zahtevo papeža napisal diskurz o oblasti v Firencah. Machiavelli je skritiziral tako režim Medičejcev kot tudi ukinitev republike, v času katere je tako vneto služboval kot diplomat. Tako je posredno papežu Lenonu X. predlagal ponovno ustanovitev republike. Ko so se leta 1527 Firence znova znebile Medičejcev, je Machiavelli upal, da bo znova postal diplomat Firenc, vendar pa se je pripadnikom republik zdel sumljiv zaradi redkih uslug, ki jih je bil deležen s strani Medičejcev. Zaradi tega je kasneje zbolel in 21. junija 1527 pri svojih 58 letih umrl. Njegova grobnica je v Cerkvi Svetega Križa v Firencah, kjer so pokopani tudi ostali zaslužni Florentinci. Grobnico krasi epitaf z napisom: “Ni ga nagrobnega nagovora, ki bi dostojno opisal tako veliko ime”. Dandanes je sprejet kot oče “sodobne politične teorije”.

## Kritike Machiavellijevih del
Prišlo je do nesoglasja kako najboljše opisati njegove združevalne teme predvsem v njegovih dveh najpomembnejših delih. Nekateri komentatorji so ga označili za nedoslednega in da morda doslednost sploh ne postavlja na prvo mesto. Drugi komentatorji, na primer Hans Baron, pa so zagovarjali mnenje, da so se njegove ideje dramatično spreminjale skozi čas. Drugi pa zopet pravijo, da njegove zaključke najbolje razumemo kot rezultat časa, izkušenj in izobrazbe. Tukaj pa so še tisti, na primer Leo Strauss in Harvey Mansfield pa pravijo, da se v Machiavellijevih delih vidi doslednost in razločnost in da so le te vidne tudi vseh njegovih delih, vključno s pismi in komedijami. Machiavelli ima sebe za nekoga, ki ob določenem času opominja Italijane na njihove antične vrednote. Zaradi prikazovanja slabosti in pokvarjenosti človeške narave, so ga kritiki kasneje ocenjevali za zagovornika političnega amoralizma, v katerem se za dosego političnega cilja ne izbira sredstev (ti. makjavelizem). Sodobna politična filozofija ga je v tem oziru nekoliko rehabilitirala. Italijanski filozof Benedetto Croce o njem zapiše: »Machiavelli ne samo da ni zanikal morale, temveč je bil sam eden od največjih in najbolj trpečih moralnih duhov, kar jih pozna zgodovina; vedno je težil k uveljavitvi moralnosti v svetu«. Ocenjevati Machiavellija v pejorativnem pomenu makjavelista, bi zato bilo prenagljeno. 
Ameriški sociolog Talcott Parsons opiše Machiavellija kot prvega, ki o družbi razmišlja z modernega vidika, kar pomeni, da je Machiavelli zgodovinske, družbene in politične dogodke interpretiral z vidika izkustva in brez vpletenosti raznih teološko-utopičnih političnih doktrin. Iz tega razloga ga potem lahko prištevamo med utemeljitelje moderne politične znanosti kot tudi sociologije. Parsons in ostali uredniki so ga uvrstili na začetek izbora avtorjev zbornika »Teorije o družbi«.

## Politična teorija v dveh najbolj znanih delih

### Vladar
Z enako namero kot Razprava o prvih desetih knjigh Tita Livija je bilo sestavljeno tudi Machiavellijevo najbolj znano delo Vladar ( Il principe, napisan leta 1513, izšel 1532). Spis je ostal brez neposrednih učinkov, Medičejci pa so dali Machiavelliju še eno priložnost za mojstrsko delo, ko so ga pozvali, naj napiše Florentinsko zgodovino, ki jo je dokončal dve leti pred svojo smrtjo. Katoliška cerkev je delo Vladar uvrstila na Indeks, slabo pa je bilo sprejeto tudi s strani Erazma Rotterdamskega in ostalih humanistov.
Machiavelli v Vladarju obravnava politična dogajanja in snovanja takratne dobe. Že v začetku pove, da v tem delu o republiki ne bo modroval, ker se je s tem v preteklosti že ukvarjal. Razpravljal bo o monarhiji. Predmet njegove analize je bila dejanska politična problematika: oblika političnih vladavin in način vladanja. Machiavellijeva metoda je dosledno pozitivistična, prosta je vseh abstraktnih in sholastičnih špekulacij, kakor tudi vsega nepotrebnega historicizma. Kolikor se sklicuje na antiko in antične primere, mu to služi zgolj kot ilustracija in potrdilo takratnega političnega stanja. Machiavelli postavlja kot primerno tisto politično obliko vladavine, ki so jo Firence poznale, ter meni, da je prav, če je vladar pravičen in če ga vodijo moralna načela. V primeru, da je obstoj države, ki ji vlada ogrožen, vladarja ne vežejo nikakršna moralna načela in nikakršne norme, ki bi nasprotovale državnim interesom. Ti interesi vladarju lahko narekujejo tudi uporabo takih sredstev, ki sicer po vladajoči ideologiji lahko veljajo za nemoralna in brutalna. Ko je Italiji grozilo, da postane plen Francozev ali Špancev, je strastni republikanec videl edino upanje v odločnem delovanju takšnega posameznika, ki bi brezobzirno obvladal dane možnosti. Gre za državni interes, ki pogojuje tudi izbiro sredstev. To je bilo v očitnem nasprotju z Machiavellijevo lastno politično dejavnostjo, kakor tudi s prepričanji, ki jih je izrazil v Razprave. Iz njegovih izvajanj tudi izhaja, da ne priznava katolicizma in krščanstva kot posebne duhovne sile, ki bi kakorkoli lahko odločilno vplivala na obliko vladavine in način vladanja. Papeštvo kot vrhovna oblast katoliške cerkve ga zanima samo kot posvetna oblast, za katero veljajo isti zakoni in politike kot za vse druge oblike vladavine. Po Machiavellijevem mnenju je v interesu utrjevanja državne oblasti, da si vladar organizira lastno vojsko, sestavljeno iz državljanov, ne pa da se pri varovanju svoje oblasti poslužuje najemniške vojske. Vladavina, ki ne sloni na lastni armadi je majava, ker se ne opira na lastno, temveč na nezanesljivo tujo moč. Delo konča s spodbudo, naj ljudje poprimejo za vajeti Italije in jo rešijo iz rok barbarov.

### Razprave o prvih desetih knjigah Tita Livija
Razprave o prvih desetih knjigah Tita Livija (Discorsi, 1523) skušajo izvesti načela dinamičnega nauka o državi iz soočenja slabo urejenih Firenc z dobro urejenim Rimom. To delo ni imelo namena zasnovati teoretski sistem, ampak prebuditi sile, ki bi lahko koristile njegovemu rodnemu mestu. V posameznih točkah opisuje, kako naj bi bila republika obvladovana in strukturirana. Razprava o prvi dekadi Tita Livija je bolj obsežno od dela O vladarju, med obema pa se pojavljajo tako podobnosti kot razlike. 
Razprave so sestavljene iz treh knjig. Machiavelli opisuje idealno republiko po vzoru Rimljanov. Državo pojmuje kot nekaj živega, stalno spremenljivega. Machiavelli v knjigi pove, da je samo ena oseba sposobna ustanoviti republiko oziroma ponovno vzpostaviti mesto, ki je bilo skorumpirano. Republika potrebuje enega človeka, da jo ustvari, in veliko ljudi, da jo vodijo. Če je bila republika vzpostavljena v mestu, kjer vlada korupcija, je bolje, da je način vladanja monarhičen kot demokratičen. Ne glede nato, kakšna oblika vladanja je prisotna, vladajoči potrebujejo podporo ljudstva. Po Machiavellijevem mnenju je najboljši tip republike tisti, ki ima mešano sestavo. Država je največja potreba, edino sredstvo realizacije med ljudmi, edini način, da bi zaustavili ambicije in se zaščitili pred človeško strahopetnostjo. Glavno vodilo države mora biti želja po ohranitvi in razvoju države, posameznikov, institucij in istih moralnih in religioznih plemenitosti, ki postanejo tudi politične moči za državne cilje. Energije posameznikov in rezultatov so vsote zavedanj, ki jih Machiavelli imenuje virtu, vrline in so glavni element nastajanja in vzdrževanja držav.  Državljani ne smejo pozabiti, da so tudi oni sestavni del države. K temu naj bi pripomogle bolezni, vojne in naravne katastrofe, ki državljane kličejo k državnosti, saj se ta med obdobji stabilnosti oslabi. Machiavelli tudi ponovno predstavi idejo o lastni vojski ter našteje razloge proti najemniški.

## Literarni prispevek
Machiavelli pa je napisal tudi nekaj literarnih del po vzoru antičnih rimskih komedij. Med njimi zavzema osrednje mesto komedija Mandragola (okoli 1520), ki velja za najčistejši primer nove renesančne komedije. V zgradbi, tipih in tehniki je ohranil glavne značilnosti rimske komedije, vendar na novi podlagi, dogajanje se ne plete več po muhastih pravilih nepredvidljive usode z njenimi zmešnjavami, preobrati in razpleti, ampak po zvitem človeškem načrtu: Callimaco s prebrisano intrigo prevara starega Nicia, da bi prišel do njegove žene, čednostne Lukrecije. Zmago slavi brezobzirna bistrost nad omejenostjo. Ideja samega dela je deloma napirjena zoper cerkev in meništvo, zgodba je erotično drzna, vendar predvsem satirična.

## Kronologija del
- »Razprava o Pisi« (Discorso sopra le cose di Pisa, 1499);
- »Kako ravnati s prebivalci Valdichiane, ki so se uprli« (Del modo di trattare i popoli della Valdichiana ribellati, 1502);
- »Opis, kako je vojvoda Valentino dal pobiti svoje nasprotnike« (Descrizione del modo tenuto dal Duca Valentino nell' ammazzare Vitellozzo Vitelli, Oliverotto da Fermo, il Signor Pagalo e il Duca di Gravina Orsini, 1502), o politično-vojaških metodah Cesareja Borgie;
- »Razprava o zagotovitvi denarja« (Discorso sopra la provisione del danaro, 1502);
- »Decennale primo« (1506), kronika v verzih;
- »Decennale secondo« (1509), kronika v verzih, nedokončana;
- »Oris razmer v Franciji« (Ritratti delle cose di Francia, 1510);
- »Oris razmer v Nemčiji« (Ritratti delle cose dell’ Alemagna, 1508-12);
- »Vladar« (Il Principe, 1513), delo izšlo posthumno leta 1532;
- »Razprave o prvih desetih knjigah Tita Livija« (Discorsi sopra la prima deca di Tito Livio, 1513-17);
- »Dialog o jeziku« (Della lingua, 1514);
- »Belfagor arcidiavolo« (1515), novela;
- »Zlati osel« (L'asino d'oro, 1517), satirična pesnitev po Apulejevi predlogi;
- »Andria« (1517), komedija;
- »Mandragola« (1518), komedija;
- »Pomenki o umetnosti vojskovanja« (Dell'arte della guerra, 1519-20);
- »Razprava o reformi Firenc« (Discorso sopra il riformare lo stato di Firenze, 1520);
- »Kronika mesta Lucca« (Sommario delle cose della citta di Lucca, 1520);
- »Življenje Castruccia Castracania da Lucce« (Vita di Castruccio Castracani da Lucca, 1520), življenjepis gibelinskega voditelja in tretje pomembno politično teoretsko delo;
- »Clizia« (1525), komedija po Plavtovi predlogi;
- »Zgodovina Firenc« (Istorie fiorentine, 1520–25), v osmih knjigah, napisana po naročilu Giulia de' Medicija, kasnejšega papeža Klemena VII.;
- »Fragmenti zgodb« (Frammenti storici, 1520).

## Citati
- “Vojni se ne da izogniti. Lahko se jo le prestavi.” (Niccolo Machiavelli)

- “Cilj opravičuje sredstva.” (Niccolo Machiavelli)

- “Največji užitek je prevarati prevaranta.” (Niccolo Machiavelli)

- “Brez nevarnosti se ne da doseči nič velikega.” (Niccolo Machiavelli)

- “Politika in morala si nista sorodni.” (Niccolo Machiavelli)